# Atintánok
Az atintánok (ógörög Ἀτιντάνες, latin Atintani) az illírek, más nézetek szerint az epiróták közé tartozó törzs volt az ókorban. Szállásterületük, Atintanisz (ógörög Ἀτιντάνις, latin Atintania) a legelfogadottabb elmélet szerint az Aóosz és az Apszosz folyók közén emelkedő hegyvidéken volt, Illíria déli, Epirusszal határos vidékén. Jelentősebb településeik a feltételezések szerint Dimalé és Eugenum lehettek. Történetük korai szakaszában, az i. e. 5–3. századok során szoros politikai kapcsolatok fűzték az atintánokat az Épeiroszi Királysághoz, ami előrehaladott hellenizációjukhoz is hozzájárult. Bár az epiróta állam válságos időszakaiban hol az Illír Királyság, hol a Makedón Királyság terjesztette ki ideiglenesen fennhatóságát rájuk, az i. e. 3. század középső harmadára koinonjuk megerősödött, és megkezdődött – rövid ideig tartó – önálló állami létük. Atintanisz az i. e. 229–228-as első római–illír háború lezárultával az illíriai római protektorátus része lett, és bár az elkövetkező évtizedekben az illírek és a makedónok is voltak rövidebb ideig a gazdái, az atintánok feletti római uralom i. e. 197-re végleg megszilárdult. A történeti források az i. e. 2. század közepe után önálló ethnoszként nem említik többé az atintánokat.

## Területük és településeik

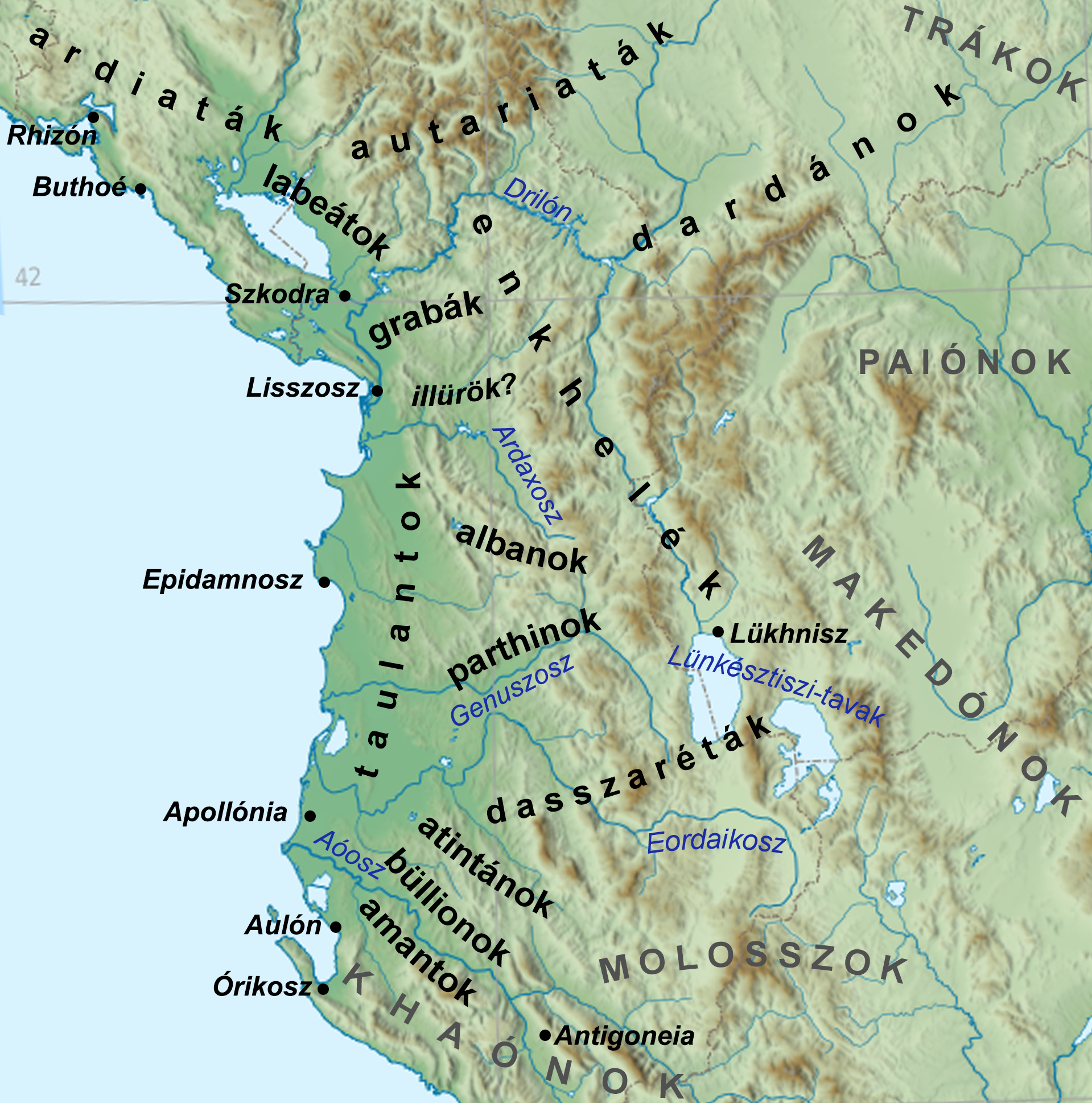
A jelentősebb délillír törzsek hozzávetőleges szállásterülete és szomszédaik az században

A déli illírek csoportjában az atintánok hovatartozása és szállásterületeik elhelyezkedése az egyik legvitatottabb, legtöbb elméletet felvonultató kérdéskör. Thuküdidész az i. e. 5. században a görög földtől északnyugatra élő barbár népek sorában említette őket. Az i. e. 4. századi Pszeudo-Szkülax-féle periplusz a legdélibb illírek, a századokkal később élt Sztrabón pedig az epiróták közé sorolta az atintánokat. A történeti munkák többnyire az illír törzsek között tartják őket számon, megjegyezve, hogy már az i. e. 5. századtól különböző epiróta államalakulatok fennhatósága alatt éltek, és viszonylag korai hellenizálódásuk kétségessé teszi pontos etnokulturális besorolásukat.
Sztrabón feljegyzéséből és a korabeli források azon adatából kiindulva, amely szerint az i. e. 4. század utolsó harmadában uralkodó taulant Glaukiasz illír király uralma az atintánokra is kiterjedt, N. G. L. Hammond azzal az elmélettel állt elő, hogy két törzs is élt a régióban ezen a néven: az illír atintánoké és az epiróta atintánoké. Az epirótákat Epirusz északi peremén, a Drinosz (Drino) völgyében, az illíreket pedig Epidamnosz poliszától délkeletre, a Genuszosz (Shkumbin) folyótól északra, a ma Çermenika néven ismert hegyvidék vonulataiban helyezte el. Utóbb az illír atintánok szállásterületére vonatkozó elméletét akként módosította, hogy még keletebbre, a Lünkésztiszi-tavak északi előterében éltek. Elgondolását az illirológusok nagy része a források félreértelmezésének tartotta és elvetette. Fanula Papazoglu és Pierre Cabanes az atintánokra vonatkozó adatok újbóli elemzése során egyaránt arra jutottak, hogy az atintánoké egyetlen törzs volt, és szállásterületük az Aóosz (Vjosa) és az Apszosz (Osum) völgye között, a Drinosz-völgytől északra emelkedő mallakastrai és nyugat-skrapari hegyvidékben húzódott. Keleti szomszédaik a dasszaréták voltak, északon a taulant és az apollóniai, délnyugaton az amant vidékekkel voltak határosak, az Atintanisztól délre húzódó Drinosz-völgyet pedig a valóban az epirótákhoz tartozó khaónok népesítették be. Ezeket az eredményeket figyelmen kívül hagyva az albán illirológus, Neritan Ceka monográfiájában a Drino-völgyet és annak legnagyobb települését, Antigoneiát köti az atintánokhoz, jóllehet, Antigoneiát a történeti munkák nagy része I. Pürrhosz épeiroszi király által alapított khaón városként tartja számon. Az i. e. 4–3. században az atintánok területe leszűkült, távolabb került az Aóosztól, amikor nyugati csoportjuk, a büllionok leváltak róluk és megszervezték saját koinonjukat.
Ami az atintánok településeit illeti, sem a szállásterületük behatárolása körüli kérdőjelek, sem a hiányos epigráfiai leletek nem teszik lehetővé városaik azonosítását. Atintanisz legjelentősebb települése talán Dimalé lehetett, bár kétséges, hogy eredetileg valóban az atintánokhoz vagy a szomszédos parthinokhoz tartozott-e. Az i. e. 3. században lépett a városiasodás útjára, és a század végére, esetleg az i. e. 2. század legelején az atintánoktól leszakadva a dimalitok néven ismert illír törzs koinonjának központi települése lett. Az i. e. 4. században alapított Eugenumról azt feltételezik a kutatók, hogy eredetileg a büllionok települése lehetett, később azonban az atintánok kezére került. A szakirodalomban szórványosan Atintanisz településeiként említik ezen kívül a mai Melan melletti ókori erődítést, valamint az egykori büllion–atintán határon álló Rabie települését.

## Történetük
Ugyancsak Thuküdidész jegyezte fel a peloponnészoszi háború i. e. 429-es éve kapcsán, hogy a molosszok és az atintánok katonai szövetségében (szümmakhia) a kiskorú Tharüpasz felett gyámkodó Szabülinthosz uralkodott. Cabanes felvetette, hogy maga Szabülinthosz esetleg az atintánok királya lehetett. Az atintánok politikai kapcsolataikat már e korai időpontban, az i. e. 5. században az epiróta törzsekkel fűzték szorosra, és ez az i. e. 3. századig meghatározta történelmüket, és felgyorsította hellenizációjukat. Bár II. Philipposz makedón király i. e. 345 után rövid időre kiterjesztette fennhatóságát Atintaniszra, az epiróta befolyás I. Alexandrosz épeiroszi király uralkodásának végéig csaknem folyamatos volt. Alexandrosz kudarccal végződő, i. e. 333. évi itáliai kalandozásait követően azonban hatalma megroggyant, és az atintánok megszervezték saját koinonjukat. Önállóságukat ekkor azonban még nem tudták megőrizni: Appianosz és Polüainosz tanúsága szerint az Illír Királyság taulant uralkodója, Glaukiasz az i. e. 4. század utolsó harmadában országához csatolta területeiket. Glaukiasz halála után, az i. e. 4–3. század fordulóján az Illír Királyságra válságos időszak várt, és I. Pürrhosz épeiroszi király ezt kihasználva i. e. 295-ben más dél-illíriai vidékekkel együtt meghódította az atintánok területeit is. Egyes vélemények szerint a büllionok az ő uralkodása alatt váltak le az atintánokról, de saját koinonjukat ekkor még nem hozták létre. Pürrhosz halála (i. e. 272) és az epiróta államszövetség ezt követő válságos időszakában az atintánok és a büllionok koinonja is önállósodott. Fejlődésüknek kedvezett a körülmény, hogy koinonjaikon át vezetett az Illíriát a khaóniai Drinosz-völggyel, így Epirusszal, és végső soron Thesszáliával összekötő fő kereskedelmi útvonal.

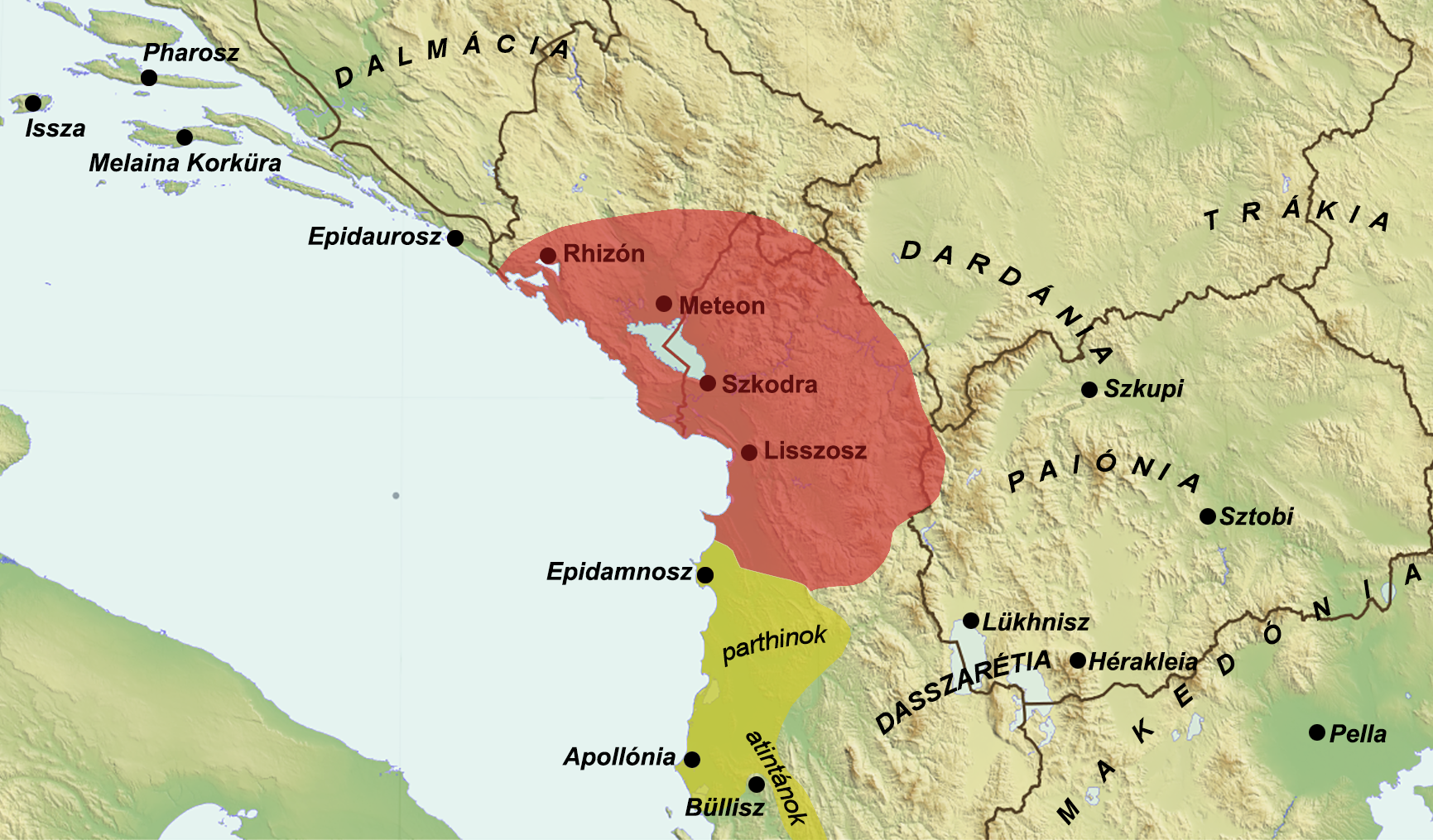
Az Illír Királyság (piros) és a római protektorátus (sárga) feltételezett területe az első római–illír háború végén,. Az atintánok koinonja a római protektorátus területének délkeleti nyúlványa

Atintanisz elhelyezkedésének stratégiai jelentősége csakhamar katonai szempontból is felértékelődött. Az atintánok országa először i. e. 230-ban, az illír–epiróta háborúban szolgált az illírek felvonulási területéül, majd miután az i. e. 229-ben kirobbant első római–illír háborúban a parthinok mellett az atintánok is siettek behódolni Rómának, a rómaiak örömmel foglalták el kulcspozícióban lévő területeiket. A háború i. e. 228-ban Teuta illír királyné vereségével ért véget, Róma pedig megszervezte illíriai protektorátusi területeit, amelyeknek délkeleti körzete az atintánok koinonja lett. Az Illír Királyság nyughatatlan régense, Pharoszi Démétriosz az i. e. 228-ban Rómával kötött békét felrúgva 224 és 222 között visszafoglalta Atintaniszt. Nem sokkal később, i. e. 219-ben kirobbant a második római–illír háború, amelynek egyik első mozzanataként a rómaiak bevették Dimalé városát, s ezt követően az atintánok ismét behódoltak Rómának. A makedón udvarba menekült Pharoszi Démétriosz egyik fő kezdeményezője volt az i. e. 215-ben V. Philipposz makedón király és Hannibál karthágói hadvezér közötti szövetségnek, s az azt megpecsételő dokumentumban tételesen felsorolt, a római iga alól felszabadítandó illíriai területek és törzsek között az atintánokat is megemlítették. A szövetségkötést ugyan nem követte tényleges katonai összefogás, V. Philipposz végül azonban i. e. 213/212-ben Dél-Illíria nagy részét Atintanisszal együtt elfoglalta. Ez már az első római–makedón háború időszakában történt, amit az i. e. 205. évi phoinikéi béke zárt le akképpen, hogy az atintánok területei makedón kézen maradhattak. A nem sokkal később megvívott második római–makedón háborúban (i. e. 200–197) Atintanisz gazdái végleg a rómaiak lettek. Az i. e. 171–168 között dúló harmadik római–makedón háború lezárultával a Makedón Királyság megszűnt létezni, területét a rómaiak négy körzetre osztották, és az atintánok koinonját az eordaiai körzethez csatolták. Noha maguk az atintánok sem egyik, sem másik oldalon nem vettek részt a harci cselekményekben, a Makedóniát legyőző consul, Lucius Aemilius Paullus végigdúlta az Aóosz völgyét, köztük az atintánok területeit is. Az ókori források ezt követően nem említik többé az atintánokat mint különálló ethnoszt.